# Романютін Олександр Іванович
Олександр Іванович Романютін (рос. Александр Иванович Романютин; 8 серпня 1924, Георгіївка — 4 лютого 2006) — радянський офіцер-артилерист, Герой Радянського Союзу (1944), під час німецько-радянської війни командир вогневого взводу 342-го стрілецького полку 136-ї стрілецької дивізії 38-ї армії Воронезького фронту.

## Біографія
Народився 8 серпня 1924 року в селі Георгіївці Курдайского району Джамбульської області Казахської РСР в родині селянина. Росіянин. У 1930 році разом з батьками переїхав в робітниче селище Кант Киргизької РСР. Закінчив середню школу.
У вересні 1942 року призваний до лав Червоної Армії. У 1943 році закінчив Харківське артилерійське училище. У боях німецько-радянської війни з червня 1943 року. Воював на Степовому, Воронезькому, 1-му і 2-му Білоруському, 1-му Українському фронтах.
Відзначився в боях за Дніпро. 15—17 жовтня 1943 року біля сіл Старі та Нові Петрівці Вишгородського району Київської області брав участь у відбитті численних контратак піхоти і танків противника. Коли один з розрахунків було виведено з ладу, викотив гармату на відкриту позицію і придушив три гармати противника. Після того як і це знаряддя було розбите, О. І. Романютін підняв артилеристів і бійців стрілецького підрозділу в атаку і утримав зайнятий рубіж.
Указом Президії Верховної Ради СРСР від 9 лютого 1944 року за мужність і героїзм, проявлені при форсуванні Дніпра і утриманні плацдарму на його правому березі молодшому лейтенанту Олександру Івановичу Романютіну присвоєно звання Героя Радянського Союзу з врученням ордена Леніна і медалі «Золота Зірка» (№ 8291).
З 1948 року капітан О. І. Романютін — в запасі. У 1953 році закінчив Ленінградський державний університет. До 1975 року працював у НДПІ автотранспорту в Алма-Аті. 

Могила Олександра Романютіна

Жив у Києві, працював в НДІ будівельних конструкцій. Помер 4 лютого 2006 року. Похований у Києві на Міському кладовищі «Берківці» (ділянка № 77).

## Нагороди
Нагороджений орденами Леніна, Олександра Невського, двома орденами Вітчизняної війни 1-го ступеня, орденом Вітчизняної війни 2-го ступеня, Червоної Зірки, медалями.